# I (椎名慶治のアルバム)
『I』（アイ）は、椎名慶治の1作目のミニアルバム。2010年11月10日にBEATSISTAから発売された。

## 概要
椎名慶治のソロデビュー後初のアルバムであり、タワーレコードとPOSCAで限定発売された。SURFACEの解散DVD「SURFACE Final Live "Last Attraction"」と同時発売でもあった。プロデュースは山口寛雄が手がけており、武部聡志もピアノで参加している。

## 収録曲
全作詞を椎名慶治がしている
1. I
2. 愛のファイア！
3. 取り調べマイセルフ
4. ありのままで
5. ガブッ！
6. ヤワじゃないだろう
7. 可能性は無きにしも非ず

## タイアップ
| 曲名               | タイアップ                                                                                   |
| ------------------ | -------------------------------------------------------------------------------------------- |
| 取り調べマイセルフ | 読売テレビ『秘密のケンミンSHOW』エンディングテーマ 読売テレビ『キューン!』エンディングテーマ |

## MV
「取り調べマイセルフ」 - YouTube